# بلدرچین جنگلی سینه‌خرمایی
بلدرچین جنگلی سینه‌حنایی (نام علمی: Odontophorus speciosus) نام یک گونه از سرده بلدرچین جنگلی است.